# Mongolie aux Jeux olympiques d'été de 2008
La Mongolie a participé aux Jeux olympiques d'été de 2008 à Pékin en Chine, où elle a remporté quatre médailles, dont les deux premières en or de son histoire sportive. Jusqu'ici, la Mongolie était la nation ayant remporté le plus de médailles (15) sans avoir décroché l'or une seule fois.

## Liste des médaillés mongols

### Médailles d'or
| Sport              | Discipline           | Sportifs              | Performance          |
| Médailles d'or : 2 |                      |                       |                      |
| Judo               | 100 kg (H)           | Tuvshinbayar Naidan   |                      |
| Boxe               | 54 kg, poids coq (H) | Enkhbatyn Badar-Uugan | Mongolie 16 - 5 Cuba |

### Médailles d'argent
| Sport                  | Discipline                 | Sportifs              | Performance          |
| Médailles d'argent : 2 |                            |                       |                      |
| Tir                    | Pistolet 25 mètres (F)     | Otryadyn Gündegmaa    | 792,2 pts            |
| Boxe                   | 48 kg, poids mi-mouche (H) | Pürevdorjiin Serdamba | Mongolie 0 - 1 Chine |

### Médailles de bronze
| Sport                   | Discipline | Sportifs | Performance |
| Médailles de bronze : 0 |            |          |             |

## Athlètes mongols par sports

### Athlétisme

#### Femmes
| Épreuve    | Athlète             | Séries   | Séries | Quarts de finale | Quarts de finale | Demi-finales | Demi-finales | Finale   | Finale |
| Épreuve    | Athlète             | Résultat | Rang   | Résultat         | Rang             | Résultat     | Rang         | Résultat | Rang   |
| ---------- | ------------------- | -------- | ------ | ---------------- | ---------------- | ------------ | ------------ | -------- | ------ |
| 400 mètres | Munguntuya Batgerel | 58.14    | 8e     | -                | -                | -            | -            | -        | -      |

### Boxe
Hommes
- 48 kg (poids mi-mouche) :
  - Serdamba Purevdorj
- 54 kg (poids coq) :
  - Badar-Uugan Enkhbat
- 57 kg (poids plume) :
  - Enkhzorig Zorigtbaatar
- 64 kg (poids super-légers) :
  - Munkh-Erdene Uranchimeg

| Athlète                    | Catégorie                  | 16e de finale         | 8e de finale           | Quart de finale          | Demi-finale             | Finale                |
| Athlète                    | Catégorie                  | Adversaire Résultat   | Adversaire Résultat    | Adversaire Résultat      | Adversaire Résultat     | Adversaire Résultat   |
| -------------------------- | -------------------------- | --------------------- | ---------------------- | ------------------------ | ----------------------- | --------------------- |
| Purevdorj Serdamba         | Poids mi-mouches (-48kg)   | Serugo Victoire 9-5   | Yanez Victoire 8-7     | Ruanroeng Victoire 5-2   | Hernandez Victoire +8-8 | Shimming Défaite ABI2 |
| Enkhbatyn Badar-Uugan      | Poids coqs (-54Kg)         | Valdez Victoire 15-4  | Nevin Victoire 9-2     | Ikgopoleng Victoire 15-2 | Gojan Victoire 15-2     | Leon Victoire 16-5    |
| Enkhzorig Zorigtbaatar     | Poids plumes (-57Kg)       | Ouatine Victoire 10-1 | Torriente Défaite 9-10 | -                        | -                       | -                     |
| Uranchimegiin Mönkh-Erdene | Poids super-légers (-64Kg) | Bwalya Victoire 12-8  | Georgiev Victoire 10-3 | Vastine Défaite 4-12     | -                       | -                     |

### Judo
| Hommes - 60 kg : - Tsagaanbaatar Hashbaatar - 73 kg : - Dashdavaa Gantumur - 81 kg : - Nyamkhuu Damdinsuren - 100 kg : - Tuvshinbayar Naidan - + 100 kg : - Bayarjavkhlan Makhgal | Femmes - 52 kg : - Bundmaa Munkhbaatar - 57 kg : - Erdenet-Od Khishigbat - 78 kg : - Lkhamdegd Purevjargal - + 78 kg : - Tserenkhand Dorjgotov |

### Lutte

#### Libre
| Hommes - 55 kg : - Naranbaatar Bayaraa - 66 kg : - Batzorig Buyanjav - 84 kg : - Chagnaadorj Ganzorig | Femmes - 48 kg : - Enkhjargal Tsogtbazar - 55 kg : - Otgonjargal Naidan - 63 kg : - Odonchimeg Badrakh |

### Tir
Femmes
- 10 rifle à air :
  - Batkhuyag Zorigt
- 50 m rifle 3 positions :
  - Batkhuyag Zorigt
- 10 m pistolet à air :
  - Gundegmaa Otryad
  - Munkzul Tsogbadrah
- 25 m pistolet :
  - Gundegmaa Otryad
  - Munkzul Tsogbadrah